# Stetofonendoscopio

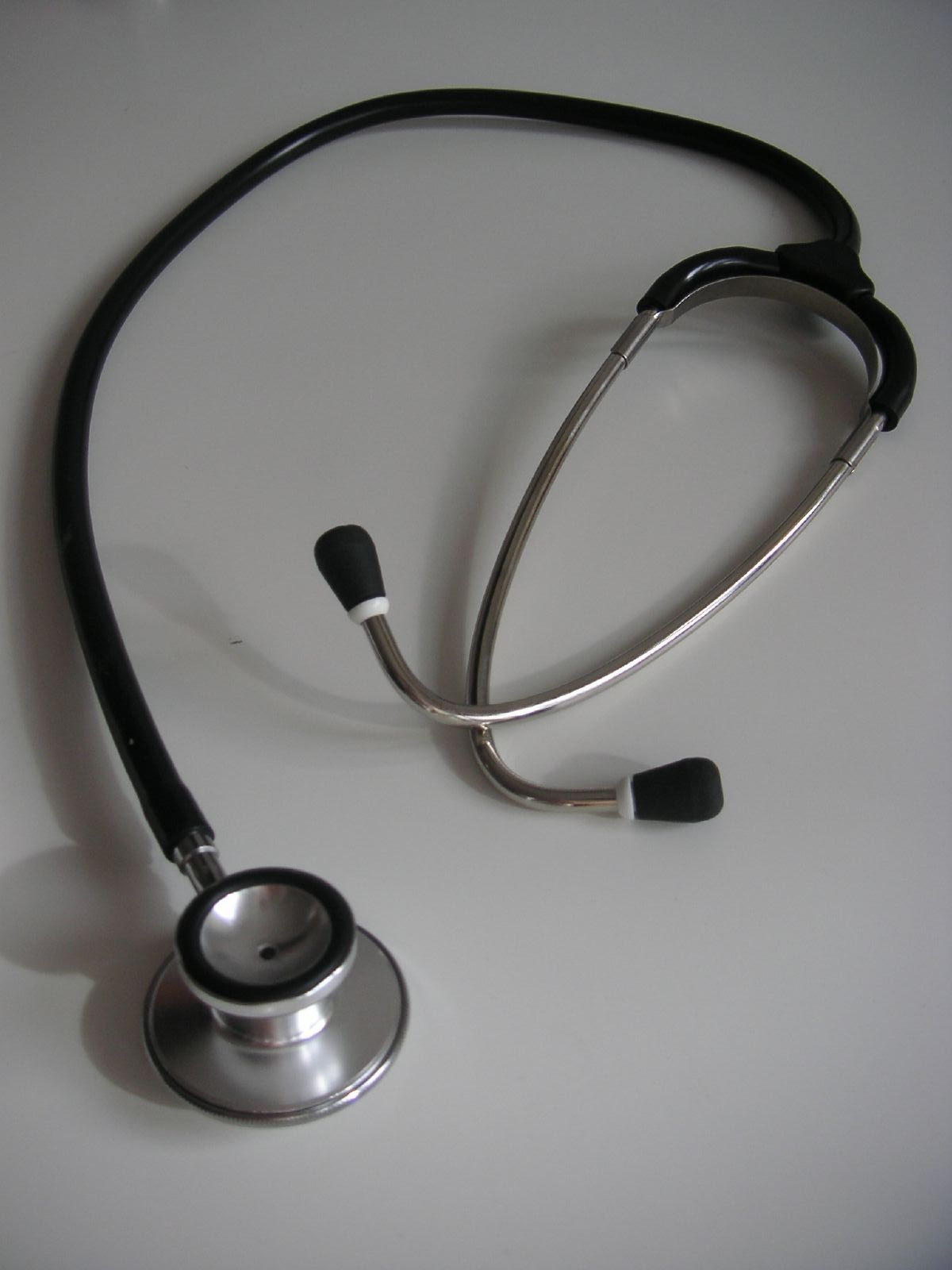
Stetofonendoscopio

Lo stetofonendoscopio, detto comunemente fonendoscopio o anche stetoscopio, è uno strumento utilizzato in campo sanitario, per sentire i rumori dei visceri addominali e toracici. Lo scopo principale è di trasmettere senza attenuazioni i fenomeni acustici rilevanti, isolando l'area di interesse.
Lo stetofonendoscopio si differenzia dallo stetoscopio in quanto quest'ultimo presenta un apparecchio di ricezione costituito da una semplice struttura ad imbuto, a differenza della campana chiusa da una membrana vibrante che amplifica le onde acustiche.
Lo stetofonendoscopio è da molti identificato come il simbolo stesso della professione di medico. Particolari tipi di stetoscopi, sia acustici che elettronici, muniti di parte finale ad asta appuntita, sono spesso usati nell'ambito delle riparazioni meccaniche e in particolar modo automobilistiche, allo scopo di facilitare l'individuazione delle sorgenti di rumori anomali dovuti all'usura di componenti come i cuscinetti.

## Etimologia
Il nome deriva dall'unione di steto- (dal greco antico: στήθος?, stéthos, "petto"), fonendo- (dal greco antico: φωνή?, fonè, "suono" e ἔνδον, èndon, "dentro")  e scopio (dal greco antico: σκόπιον?, skòpion, "esamino").

## Storia

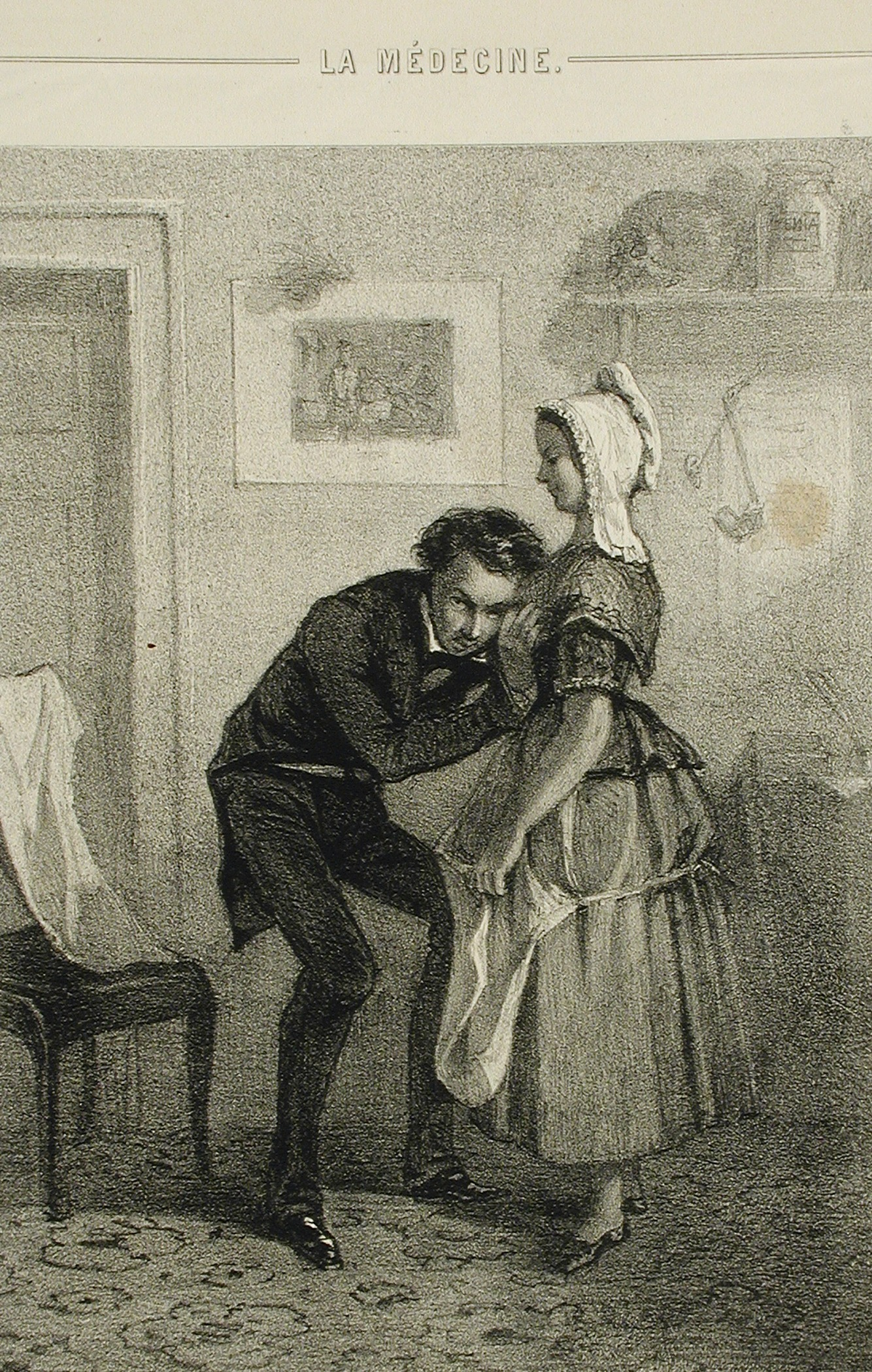
Auscultazione del torace ad orecchio nudo nell'Ottocento.

Lo stetoscopio viene usato nella diagnosi di molte malattie, dal momento che permette di percepire alcuni suoni interni dell'organismo. Prima della sua invenzione, i medici appoggiavano l'orecchio al petto o sulla schiena del paziente, nella speranza di sentire qualcosa.

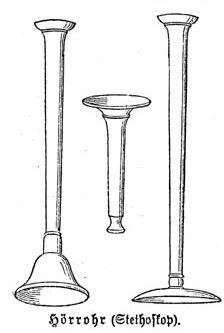
Primi stetoscopi

Il primo stetoscopio fu inventato in Francia nel 1819 da René-Théophile-Hyacinthe Laennec. Il primo prototipo consisteva in un semplice tubo di carta; in seguito venne perfezionato, tramite l'utilizzo di un cilindro di legno alto un piede e con un foro del diametro di 2 mm.
Negli ultimi anni, dal Novecento, gli stetoscopi semplici venivano realizzati in legno, ebanite o metallo; hanno forma di tubo sottile allargato ad imbuto, e ne esistono anche smontabili in due o in tre pezzi per essere più comodamente trasportabili.

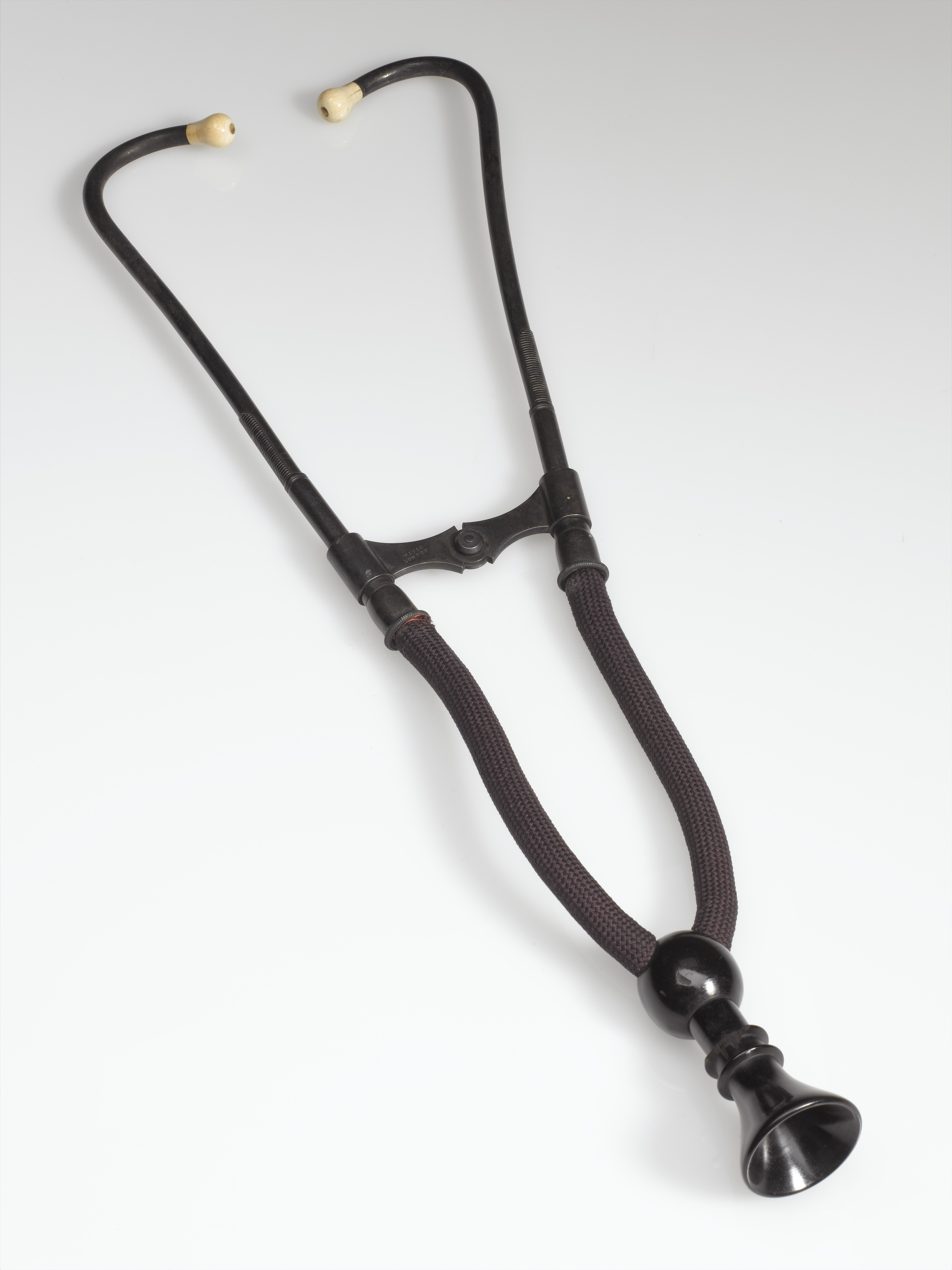
Stetoscopio biauricolare del 1915

Accanto agli stetoscopi rigidi monoauricolari si svilupparono quelli flessibili e biauricolari (inventato nel 1851 da Arthur Leared; nel 1852 George Camman ne perfezionò la forma, per la produzione industriale), costituiti da piccolo imbuto collegato ad un apparecchio di ricezione (detto fonendoscopio), che trasmette il suono attraverso due tubi terminanti in due olivette per le orecchie. Nel biauricolare di Luigi Devoto ognuno dei due tubi trasmettitori è in comunicazione con un proprio imbuto ricevitore, permettendo di ascoltare contemporaneamente regioni diverse.
Negli anni successivi furono apportati molti altri minori aggiustamenti, fino a quando nel 1960 il dottor David Littmann, dalla Harvard Medical School, creò un nuovo stetoscopio, più leggero rispetto agli altri modelli e con un'acustica migliorata; alla fine del 1970, Littmann introdusse la membrana fluttuante.

## Tipi di stetoscopi
Si distinguono tra stetoscopi rigidi, o monoauricolari, e stetoscopi flessibili, o biauricolari, e stetofonendoscopi.
Il funzionamento da un punto di vista fisico è il seguente: la pelle sotto la campana aperta funziona come un diaframma il quale possiede una frequenza di risonanza che è proporzionale alla compressione della pelle ed inversamente proporzionale al diametro della campana stessa. Ciò implica una certa variabilità nella frequenza di risonanza, per cui un suono a bassa frequenza (come i toni cardiaci) può non essere percepito attraverso lo strumento di auscultazione se questo viene premuto fortemente contro la pelle. La campana chiusa invece non è altro che una campana dotata di una membrana che funge da diaframma con una propria frequenza di risonanza, di solito abbastanza elevata da smorzare i suoni a bassa frequenza; di conseguenza, lo stetoscopio a campana chiusa viene utilizzato soprattutto nell'auscultazione dei suoni polmonari, i quali hanno una frequenza meno elevata di quelli cardiaci.

### Acustico
Lo stetoscopio acustico è il più comune, e funziona tramite la trasmissione diretta di suoni, attraverso i tubi contenenti aria, alle orecchie dell'uditore. La parte terminale, che viene posizionata sul paziente, può avere forma di disco o a campana: quello a forma di disco con membrana trasmette meglio le onde sonore a più alta frequenza, quello a campana le onde a bassa frequenza.
Uno dei problemi degli stetoscopi acustici è il basso volume del suono trasmesso. Ne consegue, molto spesso, una difficoltà nell'eseguire una diagnosi precisa.

### Elettronico

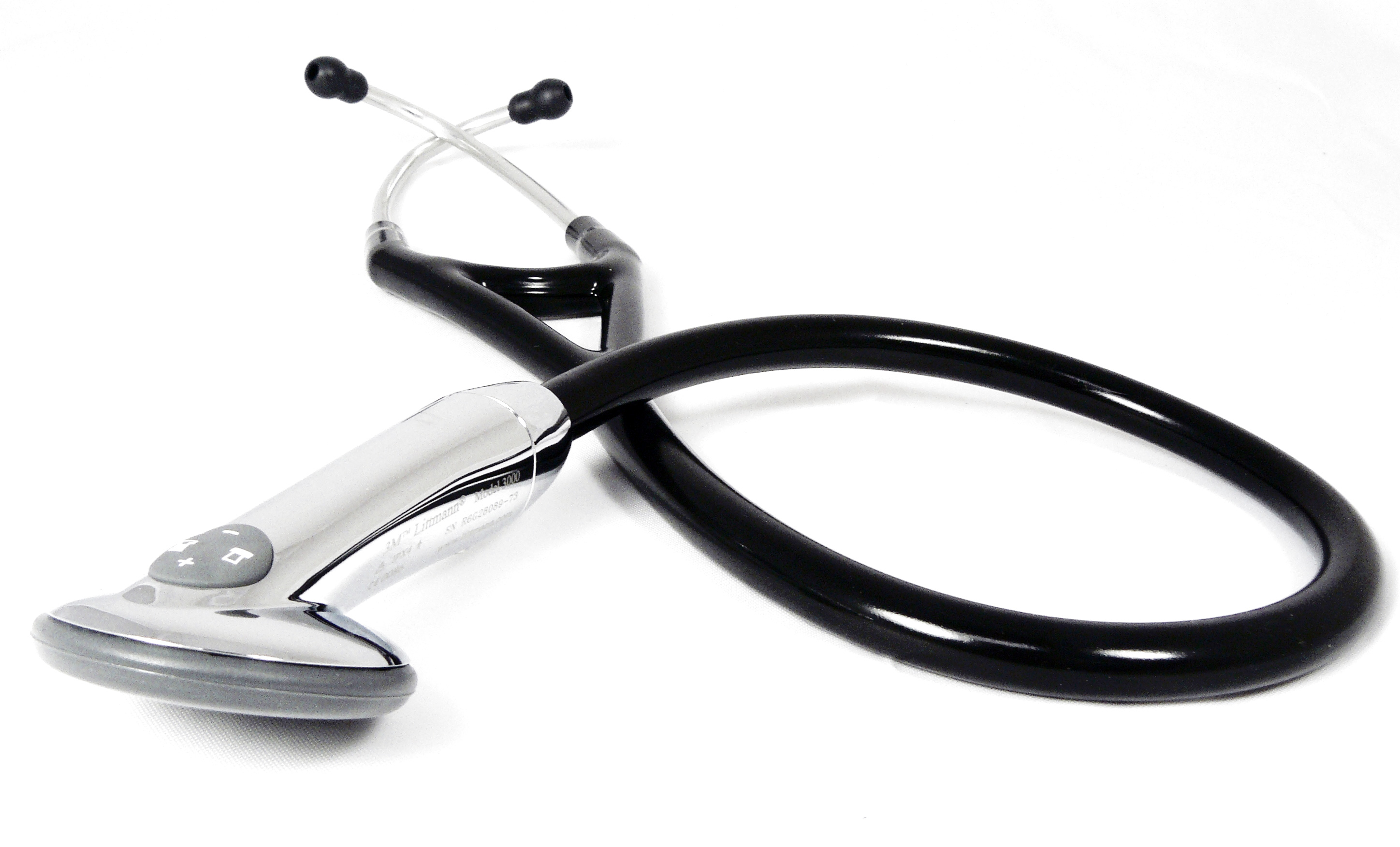
Stetofonendoscopio elettronico

Lo stetoscopio elettronico permette di udire anche i suoni più deboli, amplificandoli. I più semplici funzionano grazie a un microfono che rileva e amplifica il suono dei toni auscultati. Recentemente, alcuni stetoscopi elettronici sono stati dotati di filtri, allo scopo di eliminare le interferenze sonore esterne.
Esistono anche degli stetoscopi elettronici che grazie alla tecnologia bluetooth trasferiscono i suoni registrati dal paziente a vari altri dispositivi, per un successivo riascolto o ancora meglio per una continua comparazione nel tempo, ovvero anche con banche dati anonime di riferimento alimentate su Internet.
Alcune aziende, tra cui la Littmann, hanno sviluppato software in grado di fornire un'analisi dei toni cardiaci che può aiutare i sanitari a individuare murmuri o soffi anomali. Questi fondendoscopi permettono dunque l'esecuzione di fonocardiogrammi di alta qualità.

## Stetoscopi industriali o meccanici
Gli stetoscopi sono utilizzati per localizzare i rumori all'interno di macchine e impianti, come quelli prodotti da ventilatori, pistoni, ingranaggi, valvole, sfiati e pompe.
Viene usato per la manutenzione preventiva, per verificare rumori, vibrazioni o l'oscillazione dei pezzi, nei settori di ricerca e sviluppo o per l'ispezione continua.
I rumori prodotti dai componenti in movimento vengono notevolmente amplificati ed il rumore ambientale viene ridotto. Possono avere sonde di differente lunghezza per raggiungere componenti più profonde.
Alcuni modelli elettronici offrono funzioni aggiuntive, come l'analisi di Fourier per la diagnosi accurata delle oscillazioni; un'altra funzione aggiuntiva è il rilevamento simultaneo dei giri, ovvero l'ispezione ottica del  o meccanini.